# Corona (South Dakota)
Corona ist ein Dorf im Roberts County im US-Bundesstaat South Dakota mit einer Fläche von 0,6 km². Das U.S. Census Bureau hat bei der Volkszählung 2020 eine Einwohnerzahl von 69 ermittelt.

## Demografische Daten
Das durchschnittliche Einkommen eines Haushalts liegt bei 14.583 USD, das durchschnittliche Einkommen einer Familie bei 28.125 USD. Männer haben ein durchschnittliches Einkommen von 21.875 USD gegenüber den Frauen mit durchschnittlich 16.750 USD. Das Pro-Kopf-Einkommen liegt bei 10.540 USD. 21,2 % der Einwohner und 1,54 % der Familien leben unterhalb der Armutsgrenze. 29,5 % der Einwohner sind unter 18 Jahre alt und auf 100 Frauen ab 18 Jahren und darüber kommen statistisch 97,5 Männer. Das Durchschnittsalter beträgt 39 Jahre (Stand: 2000).